# Staatsbauer
Ein Staatsbauer oder auch „Kronsbauer“ war ein Landwirt, der Land bewirtschaftete, das sich im Besitz eines Königs befand. Staatsbauern durften keine Leibeigenen besitzen und waren an die Gemeinde, der sie angehörten, und das ihnen zugewiesene Land gebunden.
Das Land der Gemeinde wurde regelmäßig von den „Kronsbauern“ umverteilt, wobei sich die Aufteilung nach der Anzahl der männlichen Familienmitglieder richtete.